# Rückversicherung
Eine Rückversicherung (auch Reassekuranz oder Zession genannt) ist die Übertragung von Risiken von einem Versicherungs- auf ein Rückversicherungsunternehmen. Sie ermöglicht dem Erstversicherer eine Verminderung seines versicherungstechnischen Risikos. Vereinfacht wird von der „Versicherung eines Versicherers gesprochen.“ Rückversicherung schützt die Erstversicherungsbilanz, dient als Kapitalersatz und mindert Auswirkungen von Großschadensereignissen auf Ergebnis und Solvenz von Versicherungen. Der Gegensatz dazu ist die Erstversicherung. Kaufen sich Rückversicherungsgesellschaften ihrerseits Rückversicherung ein, so spricht man von Retrozession.

## Definition
Diese Versicherungsform wird zur Deckung von Einzelrisiken bzw. ganzen Portfolios (Vielzahl von Einzelrisiken mit gemeinsamen Merkmalen) abgeschlossen. Im Rahmen auszuhandelnder Bedingungen im Rückversicherungsverhältnis werden durch eine Versicherungsgesellschaft (Zedent) Risiken auf eine andere Versicherungsgesellschaft (Zessionär, meist eine spezielle Rückversicherungsgesellschaft) ganz oder teilweise übertragen (zediert). Dabei wird die ursprüngliche Versicherungsgesellschaft weder aufgelöst noch wird in ihren Regelungsinhalt eingegriffen. Der Rückversicherungsvertrag ist ein eigenständiger Vertrag. Das Vertragsverhältnis zwischen der Versicherungsgesellschaft und dem Versicherungsnehmer bleibt unangetastet. Der Erstversicherer bleibt dem Versicherten auch allein für Leistungen aus dem Versicherungsvertrag verpflichtet. Andererseits aber erhält der Erstversicherer im Schadensfall beim Versicherungsnehmer (Teil-)Leistungen vom Rückversicherer erstattet, soweit das eingetretene Risiko von der Rückversicherung gedeckt war. Man unterscheidet dabei zwischen der Erstattung in einer bestimmten Quote (Quotenrückversicherung) oder abzüglich eines bestimmten Selbstbehalts des Erstversicherers (Exzedentenrückversicherung).
In § 779 Abs. 1 HGB a. F. (Seehandelsrecht) war die Rückversicherung definiert als Versicherung der vom Versicherer übernommenen Gefahr.
Der Begriff muss klar abgegrenzt werden gegenüber anderen versicherungsrechtlichen Termini wie Rückwärtsversicherung und Rückdatierung.

## Aktive und passive Rückversicherung
Grundsätzlich wird zwischen aktiver und passiver Rückversicherung unterschieden.
Die aktive Rückversicherung beschreibt das Geschäft eines Rückversicherers, anderen Erst- oder Rückversicherern Rückversicherungsschutz anzubieten. Dabei kann auch ein Erstversicherer als Rückversicherer agieren. Die aktive Rückversicherung bezeichnet man auch als in Rückdeckung übernommenes Geschäft oder als indirektes Geschäft.
Fragt ein Erst- oder ein Rückversicherer Rückversicherungsschutz nach, handelt es sich um passive Rückversicherung.

## Organisatorische Vorteile des Rückversicherungswesens
Über Rückversicherungen wird die Last großer Risiken, wie etwa Erdbebenrisiken, auf mehrere Versicherer weltweit verteilt. Rückversicherer wiederum diversifizieren diese Risiken geografisch und über mehrere Sparten hinweg. Das stabilisiert lokale Versicherungsmärkte und sichert die Zahlungsfähigkeit von Versicherungsgesellschaften bei Großschadenereignissen. Da Rückversicherungen ein so breites Risikospektrum abdecken, ermöglichen sie den Versicherern, für große Risiken (wie Flugzeuge, Industriebetriebe oder die Haftpflicht ganzer Konzerne) die Deckung zu übernehmen. Der Versicherte muss also nicht Verträge mit verschiedenen Versicherungsunternehmen abschließen.
An einem Rückversicherungsvertrag sind meist mehrere Rückversicherer beteiligt, die sich das vom Erstversicherer abgegebene Risiko prozentual untereinander aufteilen. Ebenso sorgen die Rückversicherer mit der Retrozession für einen Risikoausgleich untereinander. Auf diese Weise wird, nebst einem ausgewogenen Risikospread (Branchenmix), ein weltweiter Risikoausgleich angestrebt. Es wird auch deshalb eine geografisch möglichst breite Streuung des Risikos angestrebt (geografische Diversifikation), um so beispielsweise auch die Abdeckung von regionalen Häufungen von Schadensereignissen gewährleisten zu können, die durch Naturkatastrophen, Kriege oder politische bzw. wirtschaftliche Instabilität verursacht sind.
Viele große Konzerne verfügen über eigene Versicherungsgesellschaften (Eigenversicherer, englisch captives). Diese haben direkten Zugang zum Rückversicherungsmarkt und können dort Teile ihrer Risikoportfolios rückversichern.

## Geschichte

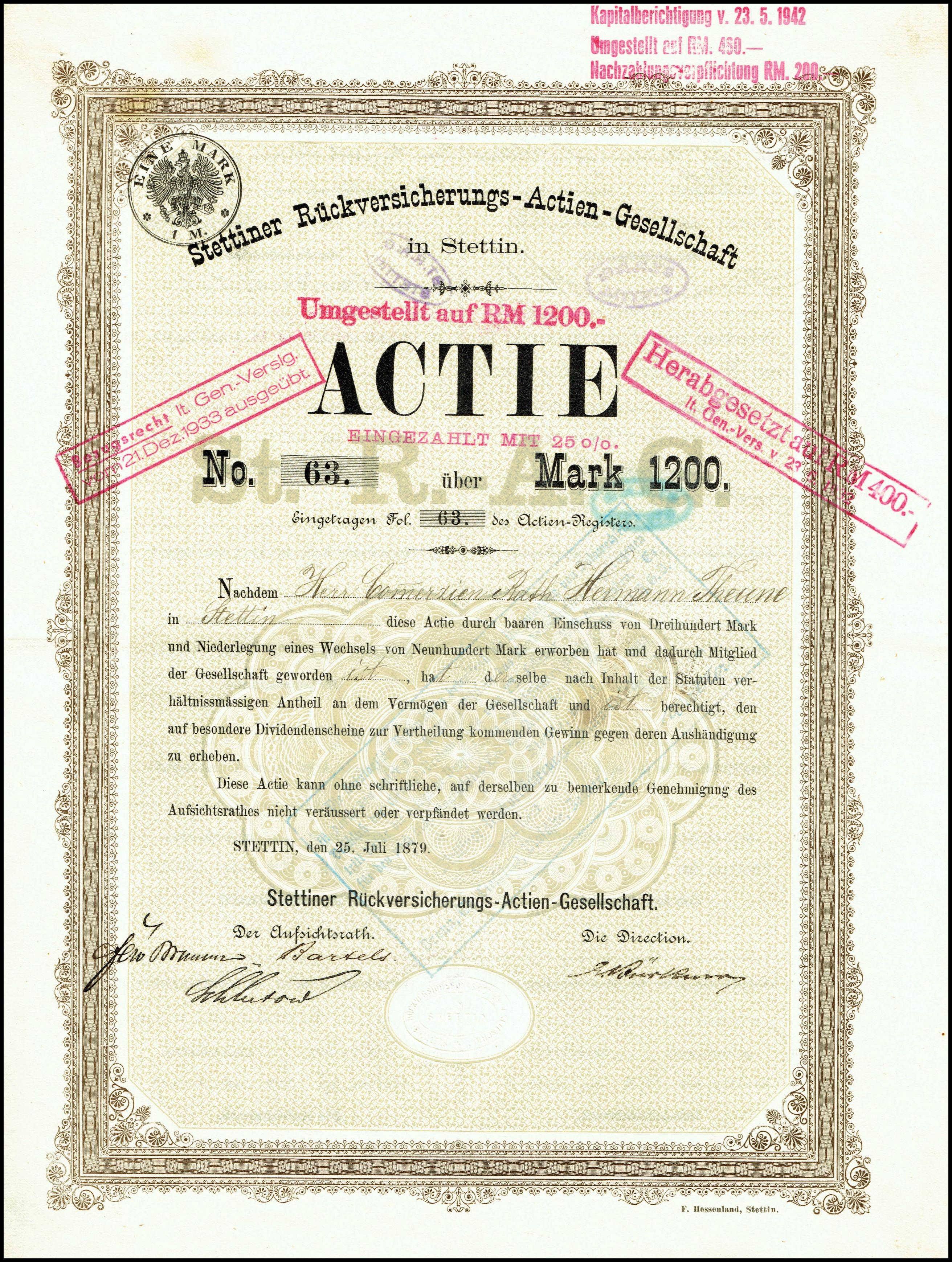
Aktie über 1200 Mark der Stettiner Rückversicherungs-AG vom 25. Juli 1879

Rückversicherungen sind auf dem Gebiet der Seetransport-Assekuranz schon im 14. Jahrhundert in Italien nachzuweisen. Nach der Entdeckung der neuen Welt waren Amsterdam und London wichtige Plätze des Rückversicherungswesens. Später wurden sie auf viele andere Zweige des Versicherungswesens angewendet.
Die Kölnische Rückversicherungs-Gesellschaft war die erste professionelle Rückversicherung. Sie wurde im Jahr 1846 gegründet und nahm 1852 mit Abschluss des ersten Rückversicherungsvertrages den Geschäftsbetrieb auf. Darauf folgte z. B. 1853 die Aachener Rückversicherungs-Gesellschaft, 1857 Frankfurt Re, 1863 Schweizer Rückversicherungsgesellschaft (Swiss Re), 1879 die Stettiner Rückversicherungs-AG, 1880 die Münchener Rückversicherungs-Gesellschaft und 1907 die Berliner Rück-Versicherung.
Heute sind solche Gesellschaften besonders für die durch zunehmende Konzentration an Werten und Versicherungsdeckungen immer größeren Schadenersatzzahlungen nach Naturkatastrophen wie Erdbeben oder Wirbelstürmen von Bedeutung. Bislang größtes Schadenereignis dürften die von Hurrikan Katrina verursachten Schäden gewesen sein: Der Versicherungsschaden beläuft sich auf 62,2 Mrd. US-Dollar; der Gesamtschaden liegt über 100 Mrd. US-Dollar.  Zuvor war Hurrikan Andrew 1992 mit versicherten Schäden in Höhe von etwa 21,5 Mrd. Dollar (umgerechnet in Preisen von 2004) das größte Schadenereignis durch Naturkatastrophen. Vom Gesamtschaden dürften etwa zwei Drittel von den Rückversicherern zu tragen sein.
Direkt vom Menschen selbst verursachte Katastrophen führen ebenfalls zu immer höheren Schadensummen. Seit den WTC-Anschlägen hält dieses Ereignis mit etwa 20 Mrd. US-Dollar versicherten Schäden den Rekord als teuerstes Einzelereignis. Die Summe der versicherten Schadenzahlungen für Erkrankungen durch Asbestexposition (unter anderem Asbestose) erreicht sogar, allerdings verteilt auf viele Jahre, ein Vielfaches dieser Größenordnung (die Ratingagentur Standard & Poor’s schätzt, dass bislang Schäden in Höhe von 54 Mrd. US-Dollar bekannt sind und rechnet mit einer Gesamtschadenbelastung von bis zu 200 Mrd. US-Dollar).

## Vertragsformen
Allgemein unterscheidet man zwischen obligatorischer Rückversicherung und fakultativer Rückversicherung (Rückversicherung auf Einzelfallbasis). Bei der obligatorischen Rückversicherung werden ganze Versicherungsbestände (zum Beispiel ein Kfz-Haftplicht-Portfolio) eines Erstversicherers rückversichert, die fakultative Rückversicherung beschäftigt sich hingegen mit der Höherdeckung eines einzelnen speziellen Risikos (wie zum Beispiel einem Flughafen).
Bei Rückversicherungsverträgen wird zudem unterschieden zwischen quotaler proportionaler Risikoteilung (proportionale Rückversicherung), bei der Prämie und Schäden zu gleichen Anteilen übernommen werden, und nichtproportionaler Risikoteilung (nichtproportionale Rückversicherung), bei der die Schäden bis zu einer bestimmten Schadenhöhe im Selbstbehalt des Erstversicherers verbleiben und der darüber hinaus gehende Anteil vom Rückversicherer übernommen wird.

## Verhältnis zwischen Erst- und Rückversicherer
Das Verhältnis zwischen Erst- und Rückversicherer ist nicht gesetzlich geregelt. Rechte und Pflichten der Vertragsparteien ergeben sich aus den Handelsbräuchen. So hat der Erstversicherer grundsätzlich einen weiten Handlungsspielraum in der Führung des Versicherungsverhältnisses zum (Erst-)Versicherungsnehmer, einschließlich der Schadenregulierung. Den Regulierungsentscheidungen des Erstversicherers hat der Rückversicherer zu folgen, solange der Erstversicherer dabei nicht gegen die Grundsätze der ordnungsgemäßen Geschäftsführung verstößt. Ein solcher Verstoß kann beispielsweise bei Kulanzzahlungen vorliegen, wenn der Erstversicherer eine Versicherungsleistung gegenüber einem wichtigen Kunden allein deshalb erbringt, um die Geschäftsbeziehung zum Kunden zu erhalten.
Erst- und Rückversicherer können einschränkende oder erweiternde Regelungen im Rückversicherungsvertrag treffen. Häufig zu finden sind beispielsweise sogenannte "Claims Cooperation Clauses" und "Claims Control Clauses", die dem Erstversicherer erweiterte Informations- und Abstimmungspflichten in der Schadenregulierung auferlegen.

## Maklergeschäft und direkte Rückversicherung
Verträge werden direkt von den Zedenten oder über Makler abgeschlossen. Beim Geschäft über Makler sind oft mehrere Rückversicherer beteiligt und jeder übernimmt einen bestimmten Anteil am gedeckten Risiko.

## Weitere Leistungen
- Beratung und Mitwirkung in der Schadenforschung
- Prüfung und Einschätzung von Sonderrisiken
- Einleitung und Unterstützung von Sanierungsmaßnahmen im Erstversicherungsbereich
- Beratung und Unterstützung in der Portefeuillegestaltung, Zeichnungspolitik und Rückversicherungsgestaltung
- Beratung und Unterstützung im Bereich des Alternativen Risikotransfers
- Ausbildung von Mitarbeitern des Zedenten
- Beratung beim Einsatz von EDV-Anlagen, Entwicklung von Expertensystemen
- Abwicklung des Abrechnungsverkehrs
- Übernahme versicherungsmathematischer Aufgaben
- Beratung und Unterstützung in nicht-versicherungstechnischen Fragen
- Vermittlung von Informationen und Kontakten zu Versicherungsmärkten

## Alternativen zur Rückversicherung
Eine Alternative zur Rückversicherung ist die Mitversicherung (englisch coinsurance). Dabei schließen sich mehrere Erstversicherer zusammen, um gemeinsam anteilig ein Großrisiko zu versichern. Im Gegensatz zur Rückversicherung werden hier mehrere rechtlich selbstständige Verträge in einer Versicherungspolice zusammengefasst. Diese Form findet man vor allem bei größeren Projektrisiken, wie etwa dem Bau eines Tunnels oder eines Flughafens.
Bei Katastrophenanleihen werden Risiken verbrieft und in Form von handelbaren Wertpapieren an den Kapitalmarkt emittiert. Statt auf eine Rückversicherungsgesellschaft werden Katastrophenrisiken so auf die Käufer der Anleihen übertragen. Über Katastrophenanleihen (englisch "cat bonds") werden vor allem Naturkatastrophenrisiken wie Erdbeben- oder Sturmrisiken weitergereicht.

## Rückversicherungsmarkt
Der Weltmarkt hatte 2009 ein Volumen von rund 157 Mrd. US-Dollar (englisch gross premiums written), von denen rund 67 % auf die schadenträchtige Nichtlebensrückversicherung entfällt. Die größte Nachfrage nach Rückversicherung kam mit 47 % aus Nordamerika. Von Europa wurden 38 % nachgefragt, Asien und Australien machen 9 % der Weltnachfrage aus. Die restliche Welt fragte gerade noch 6 % nach.
Insgesamt ist eine zunehmende Konzentration zu beobachten. Die zehn größten Rückversicherer hatten in den Jahren 2000–2006 bereits einen Marktanteil von über 40 %.

### Rückversicherungsunternehmen und -makler

#### Rückversicherungsunternehmen
Einige der Rückversicherungsgesellschaften gehören heute zu den größten Versicherungsgesellschaften überhaupt. Die 20 größten Rückversicherungsgruppen (2020) nach gebuchter Brutto-Rückversicherungsprämie in Mrd. US-Dollar:
| Rang | Versicherung                           | Land                   | Prämie in Mrd. USD | davon Non-Life Versicherung | Combined Ratio (in %) |
| ---- | -------------------------------------- | ---------------------- | ------------------ | --------------------------- | --------------------- |
| 1    | Münchener Rück                         | Deutschland            | 45,846             | 30,237                      | 105.6                 |
| 2    | Swiss Re                               | Schweiz                | 36,579             | 21,512                      | 109                   |
| 3    | Hannover Rück                          | Deutschland            | 30,421             | 20,568                      | 101.9                 |
| 4    | SCOR                                   | Frankreich             | 20,106             | 8,795                       | 100.2                 |
| 5    | Berkshire Hathaway                     | Vereinigte Staaten     | 19,195             | 13,333                      | 106.2                 |
| 6    | China Reinsurance Corporation          | Volksrepublik China    | 16,665             | 6,422                       | 101.8                 |
| 7    | Lloyd’s                                | Vereinigtes Königreich | 16,511             | 16,511                      | 107.6                 |
| 8    | Canada Life Re                         | Kanada                 | 14,552             | n/a                         | n/a                   |
| 9    | Reinsurance Group of America           | Vereinigte Staaten     | 12,583             | n/a                         | n/a                   |
| 10   | Korean Re                              | Südkorea               | 7,777              | 6,427                       | 99.6                  |
| 11   | Everest Re Group                       | Bermuda                | 7,282              | 7,282                       | 103                   |
| 12   | PartnerRe                              | Vereinigte Staaten     | 6,876              | 5,377                       | 106                   |
| 13   | General Insurance Corporation of India | Indien                 | 6,481              | 6,310                       | 113.1                 |
| 14   | RenaissanceRe                          | Bermuda                | 5,806              | 5,806                       | 101.9                 |
| 15   | AXA XL Group                           | Bermuda                | 5,326              | 5,326                       | 111                   |
| 16   | TransRe                                | Vereinigte Staaten     | 5,237              | 5,237                       | 103.6                 |
| 17   | Arch Capital Group                     | Spanien                | 4,201              | 4,201                       | 111.8                 |
| 18   | MS&AD Insurance Group Holdings         | Japan                  | 3,922              | 3,922                       | 101.7                 |
| 19   | Assicurazioni Generali                 | Italien                | 3,831              | 1,122                       | 110.2                 |
| 20   | R+V Versicherung                       | Deutschland            | 3,785              | 3,785                       | 107.6                 |

Es ist anzumerken, dass die meisten Rückversicherungsunternehmen auch Erstversicherungsgeschäft schreiben und oft Tochtergesellschaften im Erstversicherungsgeschäft haben. Für den deutschen Raum ist beispielsweise die Ergo als Erstversicherungstochtergesellschaft der Münchener Rück zu nennen.

#### Rückversicherungsmakler
Größter Rückversicherungsmakler der Welt nach Provision war der Website Reinsurance News zufolge 2018 Guy Carpenter.
Rangfolge nach Brutto-Courtage:
1. Guy Carpenter (USA) 1,565 Milliarden Dollar
2. Aon Benfield (UK) 1,563 Milliarden Dollar
3. Willis Re (UK) 642 Millionen Dollar
4. TigerRisk Partners 90 Millionen Dollar (2017)
5. UIB Holdings 64 Millionen Dollar (2017)
6. Capsicum Re 48 Millionen Dollar (2017)